# Ndogbele
Ndogbele est un quartier de la ville de Yabassi dans le département du Nkam au Cameroun, dans la région du Littoral.

## Population et environnement
En 1967, le quartier de Ndogbele avait 1450 habitants. La population de Ndogbele était de 391 habitants dont 192 hommes et 199 femmes, lors du recensement de 2005.
En 1967, le quartier disposait d'une école publique, d'une école catholique et d'une école protestante, toutes à cycle complet. Sur le plan économique, le quartier avait une usine à café et une exploitation forestière avant 1967.

## Cultes
La paroisse Saint Augustin de Ndogbélé relève de la zone pastorale de Yabassi du diocèse catholique de Bafang.